# Мерс Каннінгем
Мерс Каннінгем (англ. Mercier "Merce" Philip Cunningham; 16 квітня 1919 — 26 липня 2009, Нью-Йорк) — американський хореограф, реформатор сучасного танцю.

## Життя і творчість
У 1939 Каннінгем поступив в трупу Марти Грем і відразу проявив себе своєю віртуозною майстерністю. Незабаром, однак, йому наскучили деякі риси танцю Грем, особливо, те значення, яке німецька танцівниця придавала зв'язку душі і тіла, вважаючи, що рух має виражати «внутрішнє Я». Разом з композитором Джоном Кейджем Каннінгем вірив, що сучасний танець занадто покладається на окремих особистостей і занадто багато запозичує у літератури. Як і Кейдж, Каннінгем став використовувати в хореографії так званий «випадковий метод» (вирішуючи, яку структури танцю вибрати, за допомогою жеребу — наприклад, гральних кісток). Це, як він вважав, при створенні композицій дозволяло відокремитися від сюжету і стереотипних рішень, що диктуються несвідомому «натхненням», і замінити їх «об'єктивним» і водночас методом, що допускає випадки.
З самого початку, з 1940-х рр.., фрагментарність була ключовою характеристикою робіт Каннінгема. У його танці різні частини тіла рухалися ніби незалежно одна від одної, що створювало труднощі для виконавців. Перехід між окремими рухами був різким, розривним, порушує плинність та ритм, викликав подив. Глядачів вражало, як незвично Каннінгем використовував простір сцени і те, що в його танці рухи не були пов'язані з музикою.
Каннінгем, учень знаменитої Марти Грем, заснував свою трупу в 1953 році. Він часто привертав до роботи композитора Джона Кейджа і художника Роберта Раушенберга. Каннінгем перевернув багато уявлень про хореографію, і його заслуги були відмічені численними нагородами Америки, Європи і Азії, включаючи японську премію Praemium Imperiale.
У 1991 він почав використовувати в своїй хореографії комп'ютер, а саме програму під назвою «LifeForms» («Форми життя»). У цих програмах користувачі можуть оживляти фігуру і, задаючи певні параметри, створювати танець. Нова техніка тільки посилила властиву Каннінгему тенденцію придумувати «неприродні» рухи. Деякі з його рухів — наприклад, згинання рук в протиритмі зі згинання ніг — типові для рухів, породжених комп'ютером. У хореографічній композиції «Beach Birds for Camera» (1991) фрагментованість тіла, схожі на роботів жорсткі рухи, дивні кутасті рухи рук і ніг видають вплив комп'ютерної програми. Інша хореографічна робота, «BIPED» (1999), використовує техніку «зупиненого руху». Камера ловить рух сенсорів, закріплених на тілі танцюристів, і переводить його в цифрове зображення, що передається на встановлений на сцені екран.
Каннінгем використав нові технології, щоб розширити спектр рухів людини і можливості його координації. Від танцюристів це вимагає значних зусиль, зміни їхніх «природних» способів рухатися. Танцюристи трупи Каннінгема ніби «переписують» закони людської координації. Його роботи часто критикували за їхню нібито чисту формальність і навіть відсутність гуманізму. Тим не менш, його об'єктивність далека від порожнього формалізму і має на меті боротьбу з культурними стереотипами.
На початку червня 2009 року Каннінгем оприлюднив плани, що стосуються долі трупи Merce Cunningham Dance Company після кончини її засновника. Тоді ж фонд Каннінгема повинен був приступити до детальної транскрипції всіх робіт хореографа, щоб зберегти його спадщину в недоторканності.

## Особисте життя
Мерс Каннінгем був геєм. Більшу частину життя мав довготривалі стосунки з композитором Джоном Кейджем.